# Отрада (Зміїногорський район)
Отра́да (рос. Отрада) — селище у складі Зміїногорського району Алтайського краю, Росія. Входить до складу Октябрської сільської ради.

## Населення
Населення — 155 осіб (2010; 219 у 2002).
Національний склад (станом на 2002 рік):
- росіяни — 90 %